# 沒有過去的男人
《沒有過去的男人》（芬蘭語：Mies vailla menneisyyttä）是2002年的芬蘭喜劇電影，由阿基·郭利斯馬基執導，本片於第55屆坎城影展獲得第二大獎評審團大獎，隔年再獲得奧斯卡最佳外語片獎提名，不過導演本人因為美軍入侵伊拉克而抵制奧斯卡頒獎典禮。

## 劇情
一个男人来到芬兰首都赫尔辛基找工作，不幸因事故失去了记忆，但他在苏醒后却奇迹般地走出医院，并在混沌中寻找爱、朋友、人生的意义以及他失去的记忆。

## 外部連結
- 互联网电影数据库（IMDb）上《沒有過去的男人》的资料（英文）
- 豆瓣电影上《沒有過去的男人》的資料 （简体中文）